# スノープラウ
| EF81形電気機関車の例 連結器の下にある黒い鉄板がスノープラウ |  | スノープラウを装備した除雪車両の例 |
| EF81形電気機関車の例 連結器の下にある黒い鉄板がスノープラウ |  | スノープラウを装備した除雪車両の例 |

スノープラウ（英: snowplough、米: snowplow）は、除雪を目的として自動車や建設機械、鉄道車両に取り付けられた板状のもの。除雪装置の一種である。除雪板、排雪板、ブレードとも呼ばれ、特に鉄道の分野では、スノープロウと記述されることも多い。

## 概要
ブルドーザーが装備するような排土板（ドーザーブレード）に対し、一般に除雪車に取り付けられた板状のもの全般を指す。道路や軌道に積もった雪を左右いずれか、あるいは両方に押しのける役割を持つ。鉄道車両の場合、雪かき車のそれはブレードと呼ばれ、スノープラウは機関車の台枠や、電車、気動車の台車・スカートに装着されている小型のものを指す。スノープラウの重量は、降雪時期以外はデッドウェイトとなるため、使用しない時期には原則として取り外される。ただし、構造の関係上取り外すことができないものや、車両本体の重量が軽すぎて周辺機器の作動に支障を生じる場合など、あえて取り外さずに使用されることもある。また、固定されたものばかりでなく、先端部の角度や設置高さが変えられる可動式のものもある。なお、スノープラウだけでは対処しきれない場合は油圧ショベルのような建設機械やラッセル車、ロータリー除雪車が活躍する。
新幹線車両の場合、初めて本格的な耐寒・耐雪仕様で設計された200系電車でスカート一体形のスノープラウが採用され、以降、JR東日本（直通運転に使われる西日本と北海道の車両を含む）の新幹線車両に標準装備されている。